# 九州殊口四
波江座ν，又名BD-03 834，HD 29248、SAO 131346、HR 1463，是波江座的一颗恒星，视星等为3.93，位于銀經199.31，銀緯-31.38，其B1900.0坐标为赤經4h 31m 19.3s，赤緯-3° -31.38′ 25″。